# Barweiler

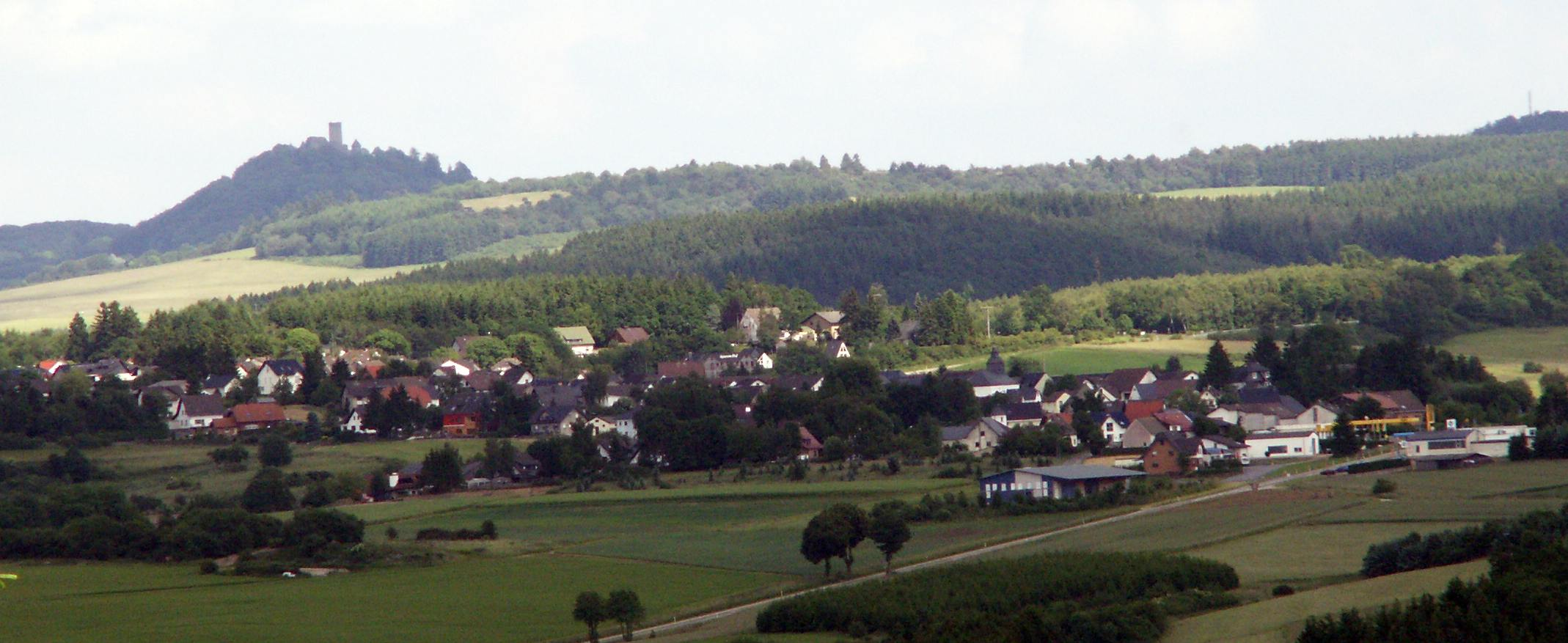
Barweiler, im Hintergrund die Nürburg

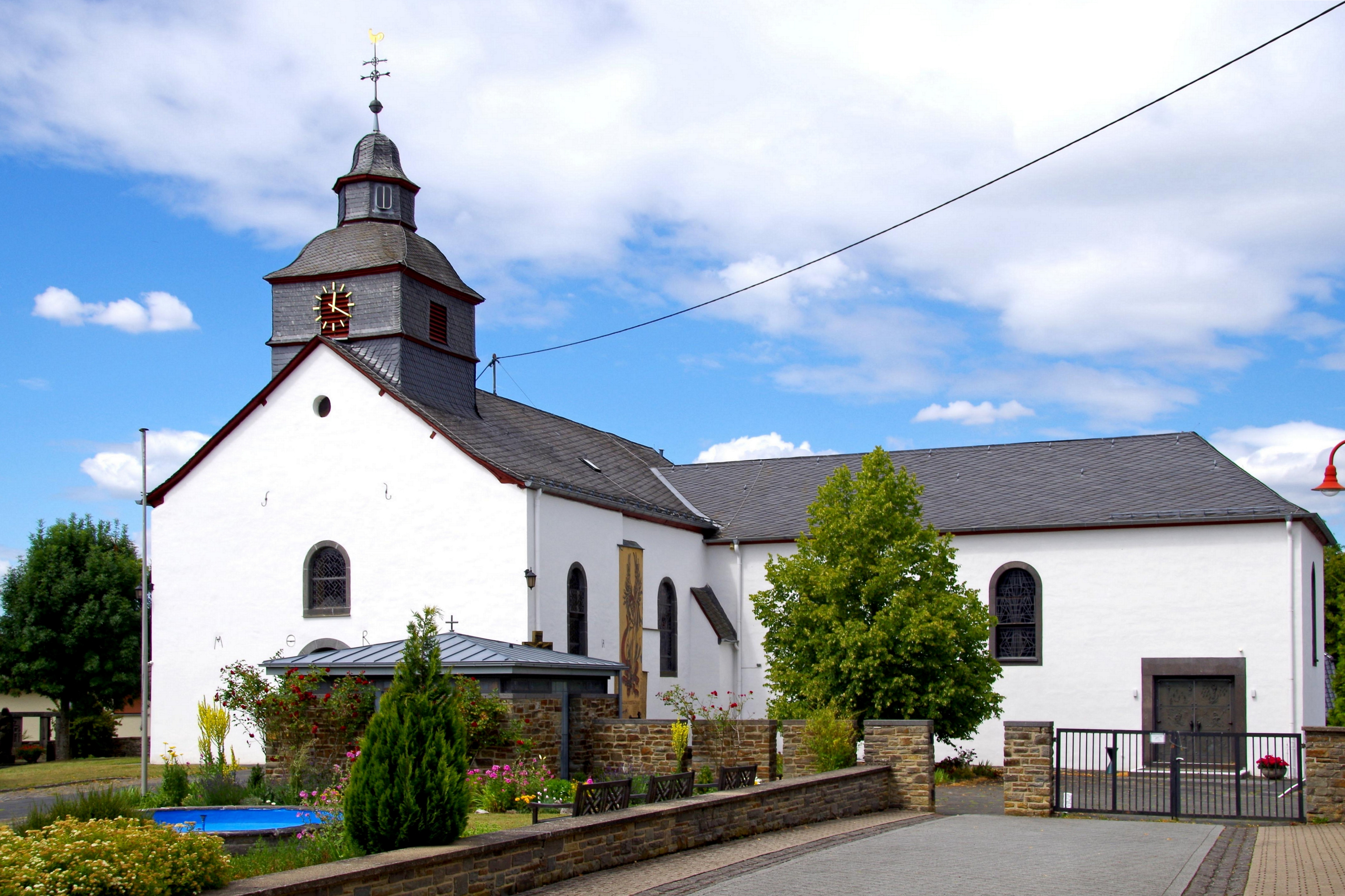
Wallfahrtskirche St. Gertrud

Barweiler ist eine Ortsgemeinde im Landkreis Ahrweiler in Rheinland-Pfalz. Sie gehört der Verbandsgemeinde Adenau an.

## Geographie
Barweiler liegt fünf Kilometer südwestlich von Adenau an der Bundesstraße 258 auf einem von Osten nach Westen abfallenden Gelände. Die Wohnbebauung des Dorfes umfasst Höhenlagen zwischen 455 m ü. NHN und 495 m ü. NHN. Östlich grenzt der Staatsforst Adenau an. Das Gemeindegebiet reicht im Norden und Westen bis ins Tal des Wirftbachs, eines rechten Nebenflusses des Trierbachs, wo es mit 325 m ü. NHN seinen tiefsten Bodenpunkt erreicht. Zu Barweiler gehören die Wohnplätze Barweilermühle und Kottenbornermühle.

## Geschichte

### Frühgeschichtliche Funde
Die erste Besiedelung Barweilers fand vermutlich in der Zeit um 500 v. Chr. statt, worauf zwanzig im Jahr 1930 gefundene Hügelgräber hinweisen. Beim Bau der heutigen B 258 wurden 1937 Fundamente eines gallo-römischen Umgangstempels gefunden, der etwa im 2. Jahrhundert n. Chr. gebaut worden ist. Die römischen Ursprünge wurden auch 1954 mit dem Fund eines römischen Brunnens und eines Gräberfeldes mit Steinkistengräbern aus dem 1. Jahrhundert n. Chr. bestätigt.

### Herkunft des Namens
Der Name Barweiler stammt vermutlich von baro, was mit „Heiligtum“ und „Opferstätte“ übersetzt wird. Die Begründung für diesen Namen liegt vermutlich in der Funktion als vorchristliche Kultstätte. Vormals wurde die Herkunft auf das althochdeutsche Dorf baro zurückgeführt, was in etwa „kahl, bloß, öde“ bedeutet.

### Mittelalter
Erstmals erwähnt wurde der Ort 855 in einer Schenkungsurkunde des Kaisers Lothar I. als Brunuilare. Schon vor 940 hatte Barweiler eine Kapelle, die zusammen mit der Mutterkirche in „Okyshem“ (Üxheim) der Trierer Abtei St. Maximin gehörte. In einer Urkunde des Trierer Erzbischofs Ruotbert erschien der Ort 943 als Barwilra. Papst Innozenz II. nahm am 6. Mai 1140 neben anderen Besitzungen der Abtei auch Barwilre nebst Kirche unter seinen Schutz. Im Liber valoris der Erzdiözese Köln aus dem 14. Jahrhundert wird Barweiler als dem Eifeldekanat zugehörig aufgeführt, bezeichnet den Ort aber nicht als Pfarrei. Die heutige Pfarrkirche St. Gertrud wurde im 18. Jahrhundert errichtet, 1826/27 umgebaut und in den 1960er Jahren erweitert.
Landesherrlich gehörte Barweiler ursprünglich zur Grafschaft Nürburg und kam 1290 zu Kurköln. Diese Zugehörigkeit währte bis zum Ende des 18. Jahrhunderts. Als Teil des kurkölnischen Amtes Nürburg war Barweiler Sitz einer Vogtei. Zur Vogtei Barweiler gehörten die Dorfschaften Barweiler, Bauler, Hoffeld, Müsch, Pomster, Reifferscheid, Rodder, Wiesemscheid und Wirft.

### Nach 1794
Infolge des Ersten Koalitionskrieges kam das Linke Rheinufer, damit auch Barweiler, 1794 unter französische Herrschaft. Unter der französischen Verwaltung wurde Barweiler 1798 Sitz einer Mairie, Barweiler gehörte zum Kanton Adenau und zum Arrondissement Bonn im Rhein-Mosel-Département. Zur Mairie Barweiler gehörten auch die Ortschaften Bauler, Pompster und Wissemscheid.
Aufgrund der Beschlüsse auf dem Wiener Kongress wurde das Rheinland 1815 dem Königreich Preußen zugeordnet. Die Gemeinde Barweiler wurde von 1816 an von der Bürgermeisterei Aremberg im damals neu geschaffenen Kreis Adenau im Regierungsbezirk Koblenz verwaltet, von 1822 an gehörte Barweiler zur Rheinprovinz. Zum 30. September 1932 wurde der Kreis Adenau aufgelöst, Barweiler kam zum Landkreis Ahrweiler.
Seit 1945 ist Barweiler Teil des damals neu gebildeten Landes Rheinland-Pfalz und gehört seit 1968 der Verbandsgemeinde Adenau an.
Heute wird der Ort durch den Tourismus geprägt, die Ortsgemeinde ist Standort mehrerer Gäste- und Ferienhäuser.

### Bevölkerungsentwicklung
Die Entwicklung der Einwohnerzahl von Barweiler, die Werte von 1871 bis 1987 beruhen auf Volkszählungen:
| Jahr | Einwohner |
| ---- | --------- |
| 1815 | 357       |
| 1835 | 400       |
| 1871 | 388       |
| 1905 | 337       |
| 1939 | 368       |
| 1950 | 403       |
| 1961 | 347       |

| Jahr | Einwohner |
| ---- | --------- |
| 1970 | 405       |
| 1987 | 419       |
| 1997 | 490       |
| 2005 | 471       |
| 2017 | 382       |
| 2020 | 384       |
| 2022 | 389       |

## Politik

### Gemeinderat
Der Gemeinderat in Barweiler besteht aus acht Ratsmitgliedern, die bei der Kommunalwahl am 9. Juni 2024 in einer Mehrheitswahl gewählt wurden, und dem ehrenamtlichen Ortsbürgermeister als Vorsitzendem.

### Bürgermeister
Norbert Cläsgens wurde am 10. Juli 2024 Ortsbürgermeister von Barweiler. Da bei der Direktwahl am 9. Juni 2024 kein Wahlvorschlag eingereicht wurde, oblag die Neuwahl des Bürgermeisters gemäß rheinland-pfälzischer Gemeindeordnung dem Rat der Gemeinde, der sich auf seiner konstituierenden Sitzung für Cläsgens entschied.
Cläsgens Vorgänger Josef Thelen hatte das Amt zehn Jahre ausgeübt und war bei der Wahl 2024 nicht erneut angetreten.

## Kulturdenkmäler
- Wallfahrtskirche St. Gertrud